# Parc national d'Isojärvi
Pour les articles homonymes, voir Isojärvi.

Le parc national d’Isojärvi est un parc national de Finlande-Centrale en Finlande. 

## Présentation
Créé en 1982, il couvre 19 km2 et doit son nom à l’Isojärvi, 
le lac qu’il borde. La végétation y pousse principalement sous forme de bosquets.

## Accès
Le parc national d'Isojärvi est situé le long de la route Kuhmoinen-Länkipohja (). 
Des panneaux indiquent le parc depuis les routes nationales  Tampere-Jyväskylä () et Lahti - Jämsä ().

## Galerie

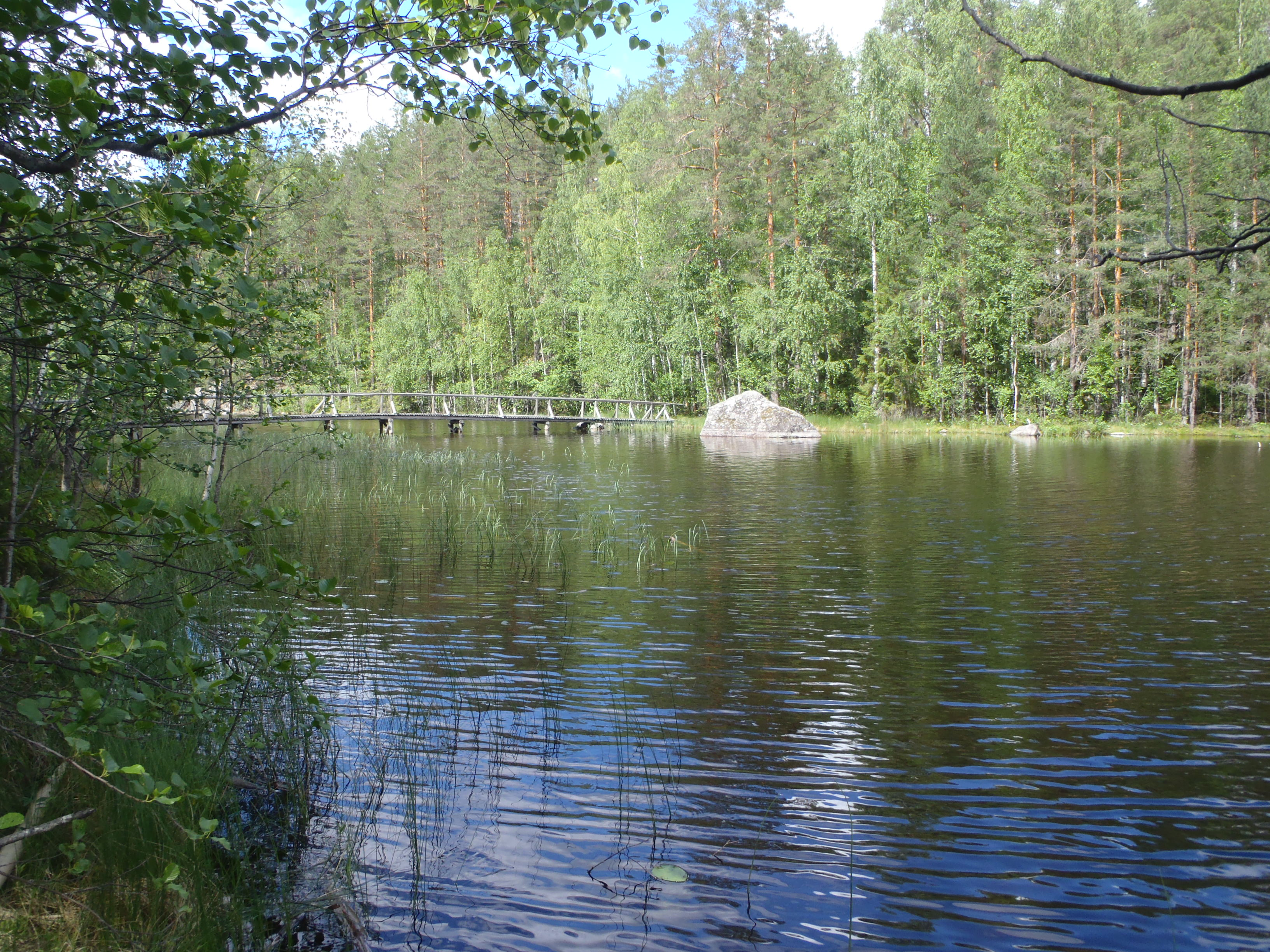
Pont piétonnier
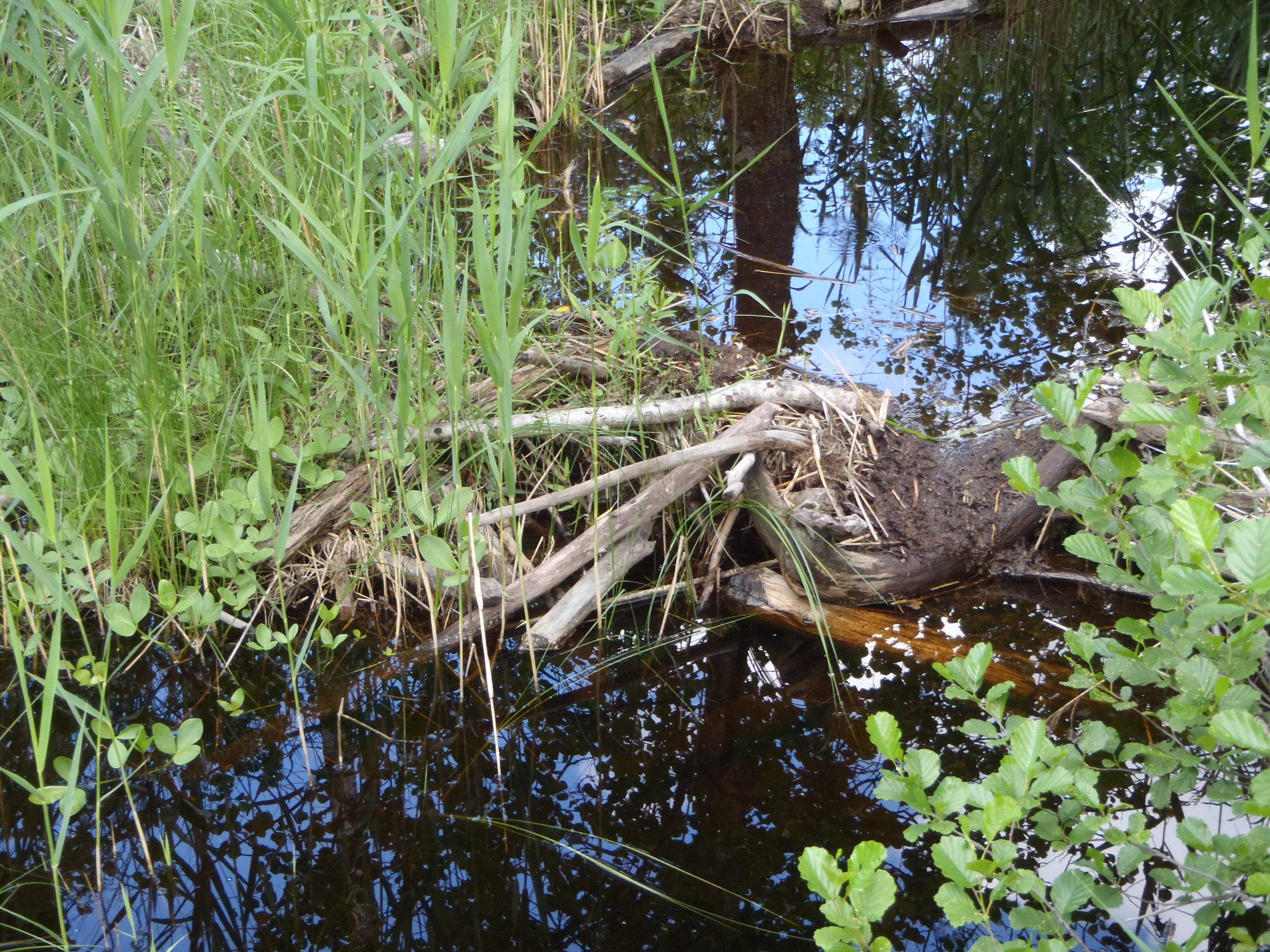
Digue de castor.